# Ariel Pink
Ariel Marcus Rosenberg, noto come Ariel Pink (Los Angeles, 24 giugno 1978), è un polistrumentista, cantante e compositore statunitense, considerato tra i più eclettici ed innovativi artisti musicali in ambito underground degli anni 2000.

## Stile musicale
La maggior parte della sua discografia deriva da un periodo di otto anni in cui ha accumulato oltre 200 cassette di materiale. La sua musica, il cui genere è stato definito "hypnagogic pop" (Pop ipnagogico) ha influenzato molti artisti indie contemporanei.

## Critica musicale
Lo scrittore Simon Reynolds considera l'artista tra i più innovatori nella popular music del XXI secolo tanto da inserire al primo posto della sua personale classifica dei migliori cinquanta album degli anni 2000 l'album The Doldrums pubblicato a nome Ariel Pink's Haunted Graffiti nel 2004.

## Biografia
Figlio di Mario Z. Rosenberg e Linda Rosenberg-Kennett, è di origini ebraiche. Fu notato dagli Animal Collective che decisero di pubblicare i suoi lavori registrati in casa per la propria etichetta, la Paw Tracks usciti a nome Ariel Pink's Haunted Graffiti.
Nel 2010 pubblica Before Today, il suo primo vero album in studio, uscito per la 4AD a nome Ariel Pink's Haunted Graffiti.
Il successivo Mature Themes del 2012, anche questo uscito a nome Ariel Pink's Haunted Graffiti, è considerato un lavoro più coeso del precedente. Nello stesso anno ha pubblicato in collaborazione con R. Stevie Moore l'album Ku Klux Glam.
Nel 2014 pubblica, questa volta a nome Ariel Pink il doppio album Pom Pom. Dopo questo album ha cominciato a collaborare con artisti come Miley Cyrus, Charli XCX, Sky Ferreira e MGMT.
Nel 2017 pubblica l'album Dedicated to Bobby Jameson, uscito tramite l'etichetta discografica Mexican Summer.

## Discografia

### Album in studio
- 1999 - Underground
- 2000 - The Doldrums
- 2001 - Scared Famous
- 2001 - Fast Forward
- 2002 - House Arrest
- 2002 - Lover Boy
- 2003 - Worn Copy
- 2010 - Before Today
- 2012 - Mature Themes
- 2012 - Ku Klux Glam
- 2014 - Pom Pom
- 2017 - Myths 002 [EP]
- 2017 - Dedicated to Bobby Jameson